# Het onbehagen bij de vrouw

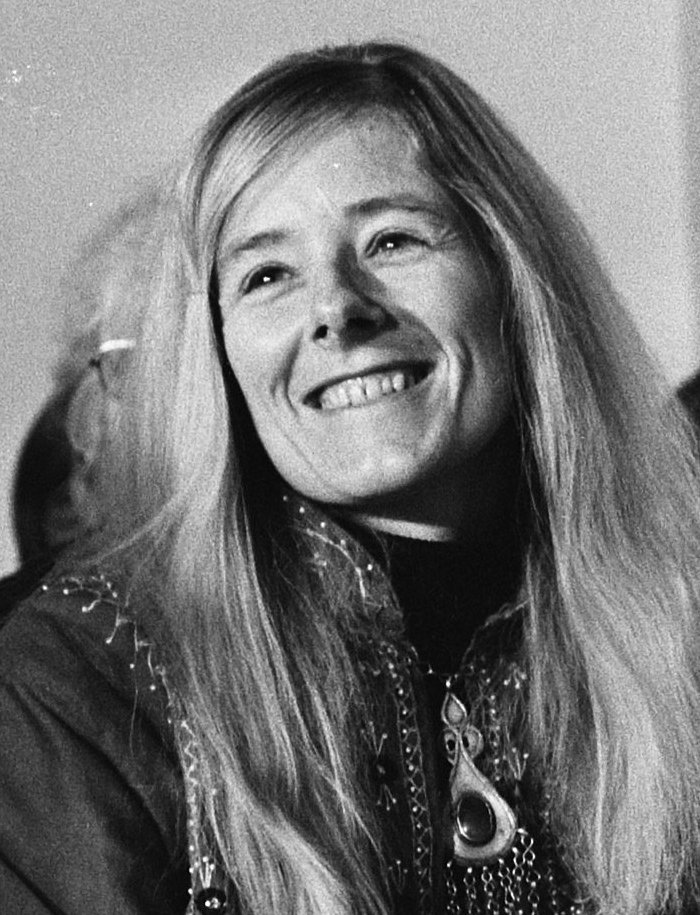
Joke Smit (1974).

Het onbehagen bij de vrouw is een artikel van de Nederlandse feminist Joke Smit dat in november 1967 verscheen in het maandblad De Gids. Het wordt over het algemeen beschouwd als een manifest van de tweede feministische golf in Nederland. Smit bespreekt de achterstelling van (met name) de (gehuwde) vrouw en beschrijft een groot aantal onderwerpen als maatschappelijk leven, abortuswetgeving, plezier in seks, minimumloon, woningnood. 

## Context
Nummer 9/10 van De Gids uit 1967 was gewijd aan verschillende vormen van onbehagen en bevatte Joke Smits artikel Het onbehagen bij de vrouw van 14 pagina's. Het artikel is onder meer schatplichtig aan de studie De tweede sekse (1949) van de Franse Simone de Beauvoir (vermeld in de tweede zin) en Het misverstand vrouw, het feministisch standaardwerk uit 1963 van de Amerikaanse Betty Friedan.
Tijdens de eerste feministische golf van circa 1870 tot 1920 hadden vrouwen als Aletta Jacobs, Wilhelmina Drucker en Suze Groeneweg zich ingezet voor vrouwenkiesrecht, recht op hoger onderwijs en betaald werk. Joke Smit werd een gezicht aan de tweede feministische golf door het recht op betaald werk en een plek voor vrouwen in het maatschappelijke leven op de agenda te zetten. Smit beschreef in "Het onbehagen bij de vrouw" dat de vrouwen die zich inzetten voor meer vrouwenrechten tijdens de eerste feministische golf wel degelijk successen hadden behaald, maar dat de emancipatie van de vrouw op dat moment midden jaren zestig nog niet was voltooid. "Wat de meerderheid van de vrouwen betreft zou men kunnen zeggen dat de emancipatie in het passieve stadium is blijven steken: de mogelijkheden zijn binnen de horizon gekomen, maar daar is het dan ook bij gebleven: zij zijn net als vijftig jaar geleden huisvrouw en hebben geen aspiraties."

## Inhoud
In haar artikel riep Smit de Nederlandse vrouw op om het juk van huisvrouw en -moeder af te gooien en een eigen plek op te eisen in de maatschappij. De openingszin "Mannen hebben het heerlijk, vrouwen hebben het rot." zet de toon voor het manifest waarin Smit aangeeft hoe het maatschappelijke leven van de gehuwde vrouw wordt beperkt tot haar rol als huisvrouw en -moeder. De rol van de vrouw wordt vooral gewaardeerd en bekeken in relatie tot haar zorgrol voor echtgenoot en kinderen. Smit is van mening dat de Nederlandse vrouw zichzelf tekortdoet door geen onderdeel te zijn van de maatschappij door bijvoorbeeld te gaan werken en ook buitenshuis een eigen leven op te bouwen.
Smit pleit in geenszins voor afschaffing van het huwelijk; al beschrijft ze wel dat waar een man streefde naar een zo goed mogelijke baan, vrouwen slechts geacht werden te streven naar (allereerst) het huwelijk en vervolgens het moederschap. Daarnaast geeft zij aan dat de benauwende positie van de vrouw waarbij haar leven zich voornamelijk binnenshuis afspeelt en gecentreerd is rondom de zorg voor echtgenoot en kinderen, zowel haarzelf als de echtgenoot geen goed doen. De oplossing wordt door Smit vooral gevonden in het vinden van relevant en betaald werk door vrouwen. Wat betreft het krijgen van kinderen bepleit Smit het recht op geboorteplanning door het gebruik van anticonceptiemiddelen en het recht op abortus.
In haar bijdrage schuwt Smit ook de kritiek op (gehuwde) vrouwen zelf niet; al verklaart ze wel waarom deze inertie zich in haar ogen bij vrouwen voordoet. "Voor een man is het maatschappelijk irrelevant of hij getrouwd is (...). Van een vrouw in dezelfde positie wordt ongezien aangenomen dat zij haar bestemming heeft gemist. Het huwelijk geeft de vrouw dus een extra status, hoewel ze in Nederland pas echt gearriveerd is als ze achter de kinderwagen loopt. (...) Alles is erop gericht bij vrouwen de indruk te doen postvatten dat niet hun eigen initiatief bepalend is voor hun leven."

## Reacties
"Het onbehagen bij de vrouw" sloeg in Nederland in als een bom. Smit kreeg talloze reacties op haar artikel, waarmee het over het algemeen gezien ging worden als een manifest dat de aanzet vormde voor de tweede feministische golf in Nederland in de jaren zestig, zeventig en tachtig. Naar aanleiding van de reacties richtte Smit samen met Hedy d'Ancona in 1968 de Man-Vrouw-Maatschappij (MVM) op.